# Nita Strauss
Nita Strauss (Los Angeles; 7 de dezembro de 1986) é uma musicista estadunidense. Atualmente ela é guitarrista de Alice Cooper, também foi guitarrista de turnê de Demi Lovato e tem uma carreira de sucesso como artista solo. Strauss aparece regularmente nas capas de revistas impressas do mundo todo, incluindo Guitar World e Guitar Player, foi a primeira artista feminina com guitarras Ibanez e se tornou a primeira artista solo de rock em 32 anos a chegar ao primeiro lugar na parada Mainstream Rock da Billboard.

## Carreira
Strauss começou a fazer turnê com sua própria banda, Lia-Fail, quando adolescente, deixando o ensino médio no primeiro ano para se dedicar à música em tempo integral; a banda incluía a futura boxeadora campeã mundial Mikaela Mayer. Embora inicialmente conhecida por seu trabalho com a banda feminina de tributo ao Iron Maiden, The Iron Maidens, a carreira de Strauss incluiu apresentações com vários conjuntos de rock, incluindo Consume the Fire, Femme Fatale e o supergrupo de jogos eletrônicos Critical Hit.
Em 2014, Strauss foi o guitarrista oficial do Los Angeles Kiss (LA KISS), o time de futebol de salão de propriedade de Paul Stanley e Gene Simmons do KISS. A banda da casa tocou o hino nacional americano e forneceu músicas adicionais durante os jogos.
Em abril de 2018, Strauss lançou uma campanha de Kickstarter para seu disco solo Controlled Chaos. Strauss produziu o disco, incluindo a maioria do trabalho de engenharia, e tocou todas as guitarras e baixos no disco.
Em junho de 2014, Strauss foi contratada para substituir Orianthi como guitarrista da turnê de Alice Cooper nas datas restantes da turnê de 2014. Ela excursionou com Alice Cooper até julho de 2022, quando anunciou sua saída da banda em turnê. Poucos dias depois, Strauss anunciou que havia se juntado à banda de apoio de Demi Lovato como guitarrista em turnê. Em 3 de março de 2023, Alice Cooper anunciou que Strauss retornaria para a turnê de 2023.
Strauss é destaque como guitarrista principal em sete músicas do álbum The Heisenberg Diaries – Book A: Sounds of Future Past, do Docker's Guild, lançado em 21 de janeiro de 2016.
Strauss apareceu no documentário Hired Gun da Netflix, em 2017.

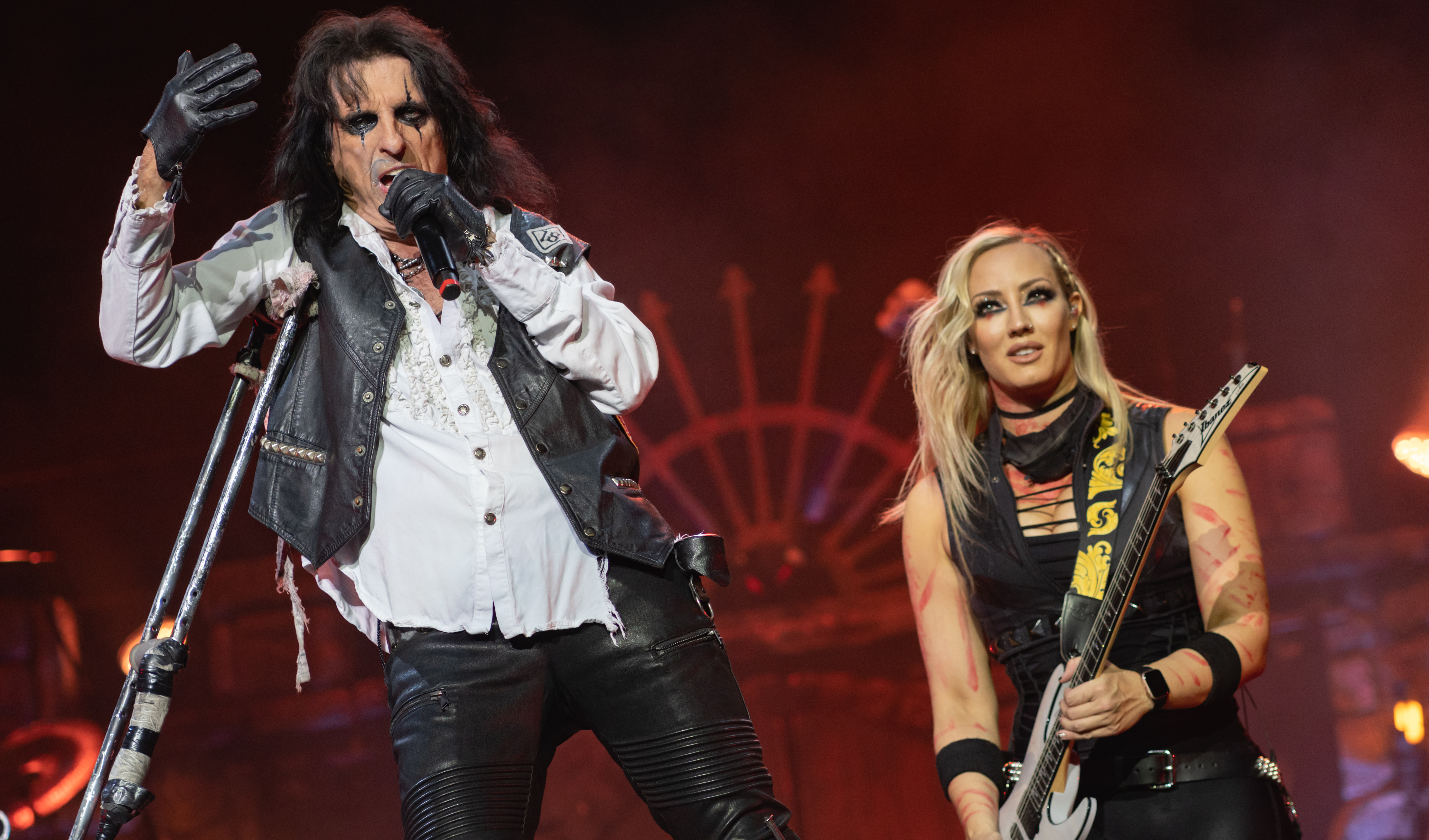
Nita Strauss se apresentando com Alice Cooper em 2022

### Artista solo
Em abril de 2018, Strauss lançou uma campanha Kickstarter para seu primeiro disco solo Controlled Chaos. Strauss produziu ela mesma o disco, incluindo a maior parte do trabalho de engenharia, e tocou todas as guitarras e baixo do disco.
Depois que o disco foi concluído, Strauss assinou com a Sumerian Records para lançar e distribuir o álbum mundialmente. O primeiro single, "Our Most Desperate Hour", foi lançado em setembro de 2018 junto com as pré-encomendas do disco em CD e vinil, com o vinil esgotado completamente antes do lançamento. Controlled Chaos estreou nas paradas da Billboard em 1º Top New Artist, 3º Label Independent, 4º Top Hard Music, 8º Top Rock, 8º Top Internet, 20º Top Albums e 7º lugar na parada de rock do iTunes.

### Participações especiais
Strauss tocou "Star Spangled Banner" no Rock on the Range de 2017 em Columbus, Ohio. Ela também tocou "Star Spangled Banner" para o WISE Power 400 de 2022 no Auto Club Speedway.
Strauss foi apresentada à World Wrestling Entertainment por seu namorado Josh Villalta. Inicialmente, ela começou a assistir porque era importante para ele, mas rapidamente se tornou fã. Strauss começou a se apresentar ao vivo em eventos pay-per-view da WWE em 2018. Em abril de 2018, Strauss tocou a música de entrada de Shinsuke Nakamura na WrestleMania 34 em Nova Orleans, diante de um público de 78.000 fãs e milhões de outros que assistiram ao evento de streaming mundial. Em 28 de outubro, Strauss se apresentou com Lzzy Hale no WWE Evolution. Sua música original "Mariana Trench" foi escolhida por Triple H como tema oficial do NXT TakeOver: WarGames.

## Reconhecimento

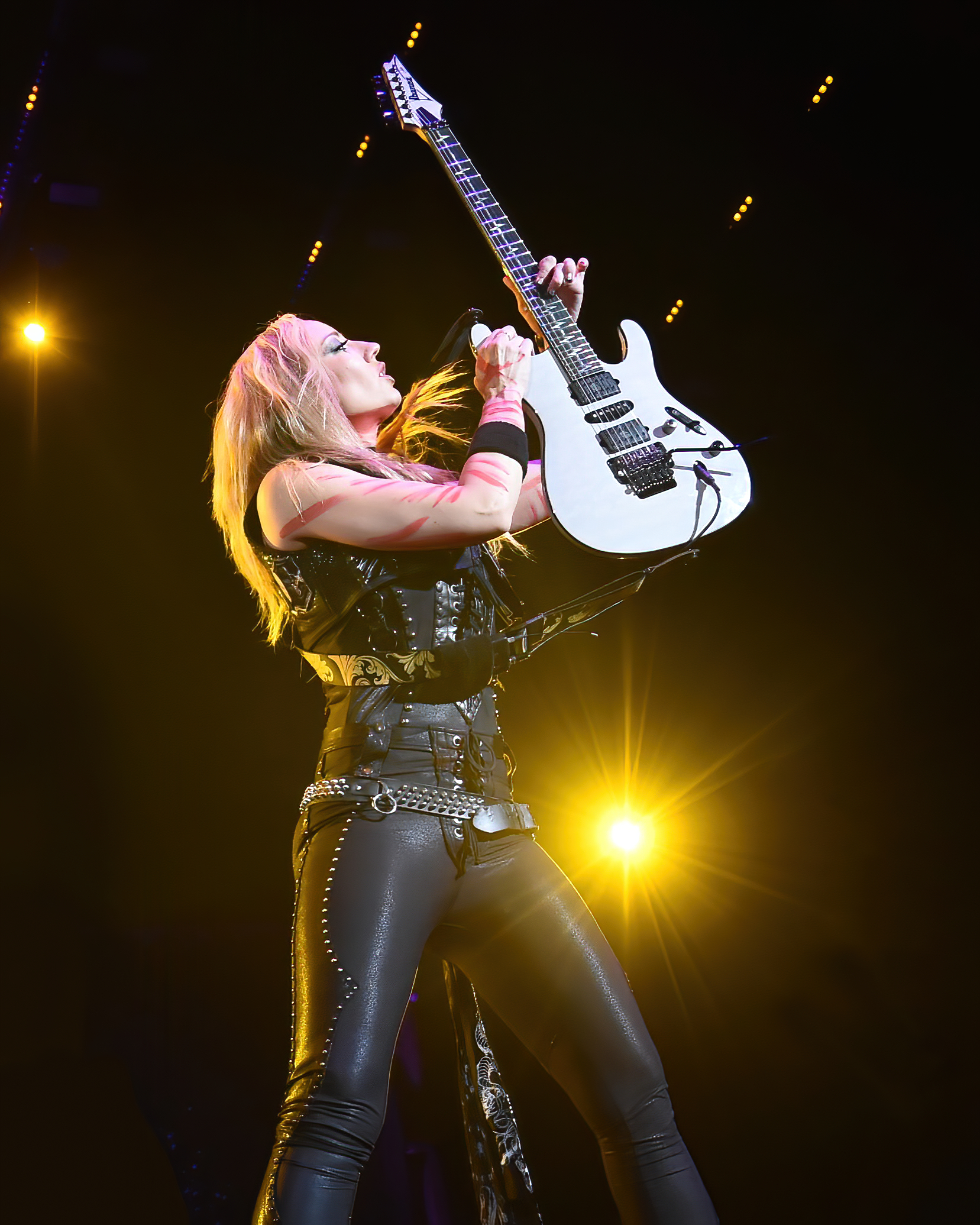
Strauss em West Palm Beach, Flórida, em 2023

Em janeiro de 2018, Strauss se tornou a primeira artista feminina com assinatura da Ibanez com seu próprio modelo de guitarra, a Ibanez JIVA10. Mais tarde, DiMarzio lançou seus humbuckers Pandemonium, captadores exclusivos que foram desenvolvidos especialmente para sua guitarra JIVA Ibanez.
Em 26 de janeiro de 2019, Strauss foi homenageada no 7º Prêmio Anual She Rocks com o "Prêmio Inspire", apresentado a ela por Nick Bowcott e seu herói pessoal, Steve Vai.
Em 9 de janeiro de 2022, Strauss se tornou a primeira artista feminina solo de rock em 32 anos a atingir o primeiro lugar na parada de rock mainstream da Billboard com sua canção "Dead Inside".
Seu solo em sua música "The Wolf You Feed" foi eleito por leitores da Guitar World como o sexto melhor solo de guitarra de 2022.

## Professora e mentora
Strauss ensina guitarra e já fez turnês oferecendo master classes nos EUA, Canadá, Reino Unido, Europa, América do Sul e Ásia. Ela escreve artigos e gravou vídeos para as revistas Guitar World e Premier Guitar.
Strauss e os colegas músicos Rabea Massaad e Plini foram selecionados como jurados celebridades para escolher o "Jovem Guitarrista do Ano de 2019" no UK Guitar Show.

## Vida pessoal
Strauss diz que é descendente do compositor austríaco Johann Strauss através de seu pai, embora ela não esteja listada na árvore genealógica conhecida de Johann Strauss. O site afirma, no entanto, que "crianças [i]legítimas, como os descendentes de Johann Strauss I. e Emilie Trampusch não são - em via de regra - parte deste diagrama".
Em 2023, Strauss ficou noiva do baterista Josh Villalta. Em 4 de maio de 2024, o casal se casou em Los Angeles.

### Los Angeles Rams
Strauss é uma fã ávida do Los Angeles Rams, ela frequentemente aparece nos jogos do Rams no Sofi Stadium. Strauss teve a honra de jogar " America the Beautiful " no jogo Salute to Service do Rams em novembro de 2018. Após a vitória dos Rams no Super Bowl LVI, Strauss foi premiado com um anel do Super Bowl como parte honorária da organização.

### Saúde e fitness
Strauss é um entusiasta do fitness, pratica treinamento de força, Muay Thai e Jiu-Jitsu brasileiro, e posta blogs sobre questões de fitness nas redes sociais. Ela foi destaque em Muscle & Fitness e Bodybuilding.com. Em 2019, Strauss lançou o desafio de fitness Nita Strauss: Body Shred, com um e-book intitulado Body Shred: Your Guide to Feeling and Look like a Rock Star.

## Discografia
Strauss gravou com Alice Cooper, Jamie Christopherson, Critical Hit, Docker's Guild, FB1964, Metal Allegiance, Kane Roberts e We Start Wars. Ela participou de álbuns de Maxxxwell Carlisle, Tina Guo e Angel Vivaldi, bem como da coletânea feminina She Rocks. Ela tocou em dezenas de álbuns, trailers e trilhas sonoras, incluindo Heroes of the Storm e Metal Gear Rising: Revengeance. Strauss lançou seu primeiro álbum solo instrumental, Controlled Chaos, em 16 de novembro de 2018.

### Singles
| Título                                  | Ano  | Posição   | Álbum                |
| Título                                  | Ano  | EUA Main. | Álbum                |
| --------------------------------------- | ---- | --------- | -------------------- |
| "Dead Inside" (featuring David Draiman) | 2021 | 1         | The Call of the Void |
| "Victorious"(featuring Dorothy)         | 2023 | 16        | The Call of the Void |

## Banda ao vivo
- Josh Villalta - bateria[47]
- Johnny D Young - guitarra rítmica[48]
- Katt Scarlett - teclados
- Kasey Karlsen - vocais (2023–presente)

## Filmografia
| Ano  | Título        | Papel    | Notas                     |
| ---- | ------------- | -------- | ------------------------- |
| 2021 | Paradise City | Val Wolf | Spinoff de American Satan |